# Frenkie
Adnan Hamidović (Bijeljina, 31. svibnja 1982.), poznatiji pod umjetničkim imenom Frenkie, bosanskohercegovački je reper.

## Početci
Rođen je 31. svibnja 1982. u Bijeljini, gdje je živio do 1992., kad je izbio rat u BIH. Nakon izbijanja rata seli se sa svojom obitelji u Njemačku i ondje živi sve do 1998.
Prve korake u hip hop-kulturi napravio je upravo u Njemačkoj, gdje je prvi put čuo hip hop glazbu i počeo se baviti grafitima. Tamo je počeo pisati i prve tekstove koji su tad još bili na njemačkom jeziku. Za sebe kaže kako je njemački hip-hop dosta utjecao na njegov današnji stil repanja. Tek 1999. s početkom emisije Fm-Jam na radiu Kameleon upoznaje Emira i Erola koji su tada skupa vodili tu emisiju, gdje će nastati prvi demosnimci, u podrumu radio Kameleona.

## Disciplinska Komisija
Prvi uspjesi su započeli u skupini Disciplinska Komisija koja je nastala 2000. godine u Tuzli. Uz Frenkija, činili su je: Edo Maajka, King Mire, Hamza, Koma, Dj Emir i Erol. Poslije toga je usljedilo par demosnimaka koji su također rađeni u radio Kameleonu. Nakon kraćeg vremena, Edo Maajka objavljuje svoje dvije pjesme koje će mu donijeti ugovor kod Menarta: "Mahir i Alma" i "Minimalni rizik".
Nakon snimanja svog prvog albuma, Edo prima dosta ponuda za koncerte i kreće na velike turneje širom područja nekadašnje SFRJ. Frenkie se pridružuje Edi na svakom koncertu kao drugi pjevač. Frenkija je publika upamtila po njegovoj energičnosti i brzini. On nastavlja rad s Komisijom i paralelno s time počinje i snimati svoje prve samostalne stvari.

## Prvi album
Na ljeto 2005. Frenkie izdaje svoj prvi album pod imenom Odličan CD koji je dobio vrlo dobre ocjene od publike, ali i kritičara. Frenkijeve tekstove kritičari uspoređuju s anarho punkom, gdje ga je Ilko Čulić usporedio s riječima skupine Rage Against the Machine: On više zvuči kao neki sljedbenik Rage Against The Machine nego neki MTV reper. Najslušanija pjesma s prvog CD-a je "Hajmo ih rušit" koja je često bila na prvim mjestima radijskih top-lista. Za tu je pjesmu dobio Davorina za najbolju vokalnu suradnju. Pored Davorina, Adnan je osvojio Zlatnu Kooglu za najboljeg novog izvođača 2005.
2006. godine Frenkie se priključuje aktivističkom pokretu DOSTA, nazočuje prosvjedima i odlučuje snimiti album pod imenom DOSTA!. Cijeli album je snimljen za manje od 20 dana. Svi prihodi od prodaje utrošeni su na promicanje pokreta. Taj album je snimio s mladim brčkim producentom King Mirom. Isključivo je rađen za bosansko tržište, i ne može ga se naći nigdje izvan granica BiH.

## Diskografija
- 2005. - Odličan CD
- 2006. - DOSTA!
- 2007. - Povratak Cigana
- 2008. - Pokreni se... (EP)
- 2009. - Protuotrov
- 2012. - Troyanac
- 2014. - #DNA (EP)
- 2015. - Reexperience
- 2016. - Putanja
- 2018. - Egzil
- 2019. - 20/20

## Vanjske poveznice
- Službena stranica  Arhivirana inačica izvorne stranice od 14. srpnja 2018. (Wayback Machine)